# Al-Musta'sim
al-Mustaʿṣim, Abū Aḥmad ʿAbd Allāh b. Manṣūr al-Mustanṣir (in arabo المستعصم بالله ، أبو أحمد عبد الله بن منصور المستنصر‎?; Baghdad, 1213 – Baghdad, 20 febbraio 1258) fu l'ultimo califfo della dinastia abbaside.
Succeduto al padre al-Mustanṣir alla fine del 1242, il trentenne nuovo califfo abbaside dovette affrontare il maggior pericolo mai corso dal califfato, fin dalla sua nascita nel 1213: i Mongoli che, al comando di Hulegu, avevano già spazzato via ogni resistenza in Transoxiana e Khorasan, causando un numero impressionante di morti e immani distruzioni.
Quando si presentò in Iraq, sotto le mura di Baghdad, Hulegu aveva imposto nel 1255/56 la partecipazione a suo fianco delle forze califfali abbasidi per condurre la campagna militare che egli aveva in animo d'intraprendere contro il Gran Maestro ismailita di Alamūt.
Il califfo cercò di guadagnar tempo ma nella primavera del 1257 un'ambasciata mongola s'era presentata ad al-Mustaʿṣim ingiungendogli la resa incondizionata, accompagnata dall'abbattimento delle mura urbane e dalla presentazione dello stesso califfo al cospetto di Hulegu.

Al rifiuto del califfo si ebbe uno scambio di missive, in cui il califfo non mancò imprudentemente di provare a intimidire Hulegu, ma questi si presentò in armi nel gennaio del 1258 davanti alle porte orientali di Baghdad, mentre altre forze mongole presidiavano l'area occidentale della capitale califfale.

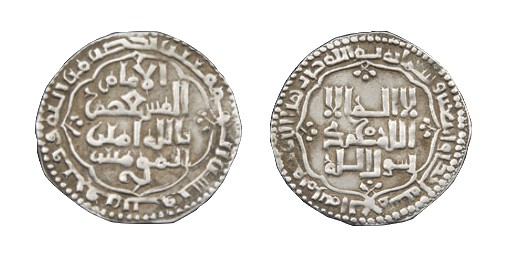
Dinar coniato nel 1243/44 sotto il califfato di al-Mustaʿṣim. Su un lato (dx) è scritta la shahāda, sull'altro (sx) è scritto al-Imām al-Mustaʿṣim bi-llāh Amīr al-Muʾminīn

Inutilmente, a quel punto, al-Mustaʿṣim cercò di addivenire a più miti propositi e di trattare una pace non disonorevole. Hulegu ottenne la resa del califfo il 10 febbraio e la città subì immediatamente un saccheggio tanto devastante che mai più quella che era stata la più grande metropoli del mondo islamico sarebbe risorta agli antichi splendori.
Il califfo e i suoi parenti furono trucidati e con loro finì il califfato. Ufficialmente quindi il califfato sunnita finì nel 1258 quando i Mongoli distrussero Baghdad e misero a morte l'ultimo abbaside. Ufficiosamente il califfato continuò con i califfi della dinastia abbaside de Il Cairo, sotto il controllo dei Mamelucchi, con al-Mustanṣir (1261).